# SDI (internet)
SDI (pierwotnie Szybki Dostęp do Internetu, później Stały Dostęp do Internetu) – usługa Telekomunikacji Polskiej SA polegająca na udostępnianiu klientom terminalu HIS-NT (Home Internet Solution) produkcji firmy Ericsson, który za pomocą analogowej linii telefonicznej abonenta łączy się z urządzeniem HIS-NAE znajdującym się w centrali telefonicznej. SDI było pierwszą masową, ogólnopolską usługą umożliwiającą uzyskanie stałego dostępu do Internetu.
Użytkownicy SDI mieli zapewniony stały dostęp do Internetu z prędkością maksymalną 115,2 kb/s oraz stały adres IP. Można było również korzystać z telefonu w czasie korzystania z Internetu. Wiązało się to jednak ze spadkiem przepustowości do około 70 kb/s.
W niektórych częściach kraju (np. w Gliwicach) usługa SDI realizowana była przez TPSA oprócz systemu HiS również za pomocą systemu CX-IPair firmy Computex.
W latach 1999–2004 TP SA zakupiła urządzenia dostępowe dla ponad 125 000 linii abonenckich. Obecnie usługa SDI nie jest już sprzedawana i ustąpiła miejsca łączu DSL i Neostradzie (ADSL). W listopadzie i grudniu 2010 roku TP SA poinformowała abonentów usługi o zakończeniu jej świadczenia od 1 stycznia 2011 roku.
Usługa SDI stanowiła często dostęp do sieci Internet w osiedlowych sieciach komputerowych.